# エドワード・バーティンスキー
エドワード・バーティンスキー（Edward Burtynsky、1955年2月22日 - ）はカナダの写真家。